# Диомид (Дзюбан)
Диоми́д (в миру Серге́й Ива́нович Дзюбан; 24 июня 1961, Кадиевка, Луганская область — 20 ноября 2021, Колчаново, Ленинградская область) — российский религиозный деятель, бывший епископ Русской православной церкви, с 10 августа 2000 по 27 июня 2008 года — правящий архиерей Анадырско-Чукотской епархии.
Приобрёл широкую известность в 2007—2008 годах благодаря выступлениям против руководства Московской патриархии и лично патриарха Алексия II. В июне 2008 года Архиерейским собором Русской православной церкви отстранён от управления епархией; 6 октября 2008 года решением Священного синода извергнут из священного сана (лишён священства), и с тех пор, с точки зрения Московского патриархата, имеет статус монаха. Однако сам Диомид разорвал общение с Русской православной церковью, назвав её «служанкой Антихриста», после чего с группой своих сторонников создал малочисленное религиозное объединение «Святейший правительствующий синод Русской православной церкви». При этом подавляющее большинство прежних его сторонников не последовали за ним. В дальнейшем Диомид прекратил активную деятельность. Среди его сторонников возникли разделения, в связи с чем на территории России действует несколько небольших иерархий, происходящих от Диомида.

## Биография
Родился 24 июня 1961 года в семье рабочего в городе Кадиевка Луганской области.
В 1983 году окончил Харьковский институт радиоэлектроники и устроился на работу инженером-конструктором в Харьковское конструкторско-технологическое бюро ЦК ДОСААФ СССР.

### Обучение в МДАиС
В 1986 году поступил в Московскую духовную семинарию.
3 июля 1987 года в Троице-Сергиевой лавре наместником монастыря архимандритом Алексием (Кутеповым) пострижен в монашество с именем Диомид в честь мученика Диомида Врача.
Священник Михаил Неверов рассказывает о происшествии, случившимся «почти сразу после пострижения Сергея Дзюбана в монахи»: «Его поселили в одну келью с родным братом. В одну из ночей срочно была вызвана скорая помощь. Вся келья, в которой жили два брата, была забрызгана кровью. Пострадавших было двое. У монаха Диомида топором была рассечена кисть руки, а у его брата в крови была вся голова. Короче, что-то они не поделили. Скажу честно, в МДА за рукоприкладство исключают сразу. Здесь же… тишина. Как будто ничего и не произошло».
18 июля 1987 года в день памяти преподобного Сергия Радонежского и 650-летия основания лавры рукоположён во иеродиакона митрополитом Минским и Слуцким Филаретом (Вахромеевым).
В 1989 году окончил Московскую духовную семинарию и поступил в Московскую духовную академию.
1 сентября 1991 года в Донском монастыре рукоположён патриархом Московским Алексием II во иеромонаха.
В 1993 году окончил Московскую духовную академию, но без степени кандидата богословия.
Впоследствии представил в Московскую духовную академию «научную работу, посвящённую деятельности святителя Арсения (Мацеевича), который был отправлен на каторгу Екатериной II за протесты против изъятия церковных земель», но рецензент, которому было поручено оценить качество диссертации, обратил внимание на то, что, исходя из стиля, она не могла быть написана человеком, живущим в начале XXI века. Тогда учёный решил просмотреть библиотечный формуляр автора диссертации, чтобы попробовать найти первоисточник, и оказалось, что им является очень редкая, ещё дореволюционная книга, которую архимандрит Диомид взял в библиотеке академии и увёз на Камчатку. Второй экземпляр этой книги рецензенту удалось найти в Ленинской библиотеке. Сравнив тексты, он обнаружил, что диссертация была процентов на семьдесят списана с этого старого издания. В итоге защита не состоялась, «что, однако, не помешало епископу Диомиду издать её впоследствии под своим именем».

### Священническое служение на Дальнем Востоке
В 1991 году послан служить на Камчатку в качестве командированного священника, став вторым священником на полуострове после Ярослава Левко. В 1992—2000 годы — настоятель храма в честь Успения Пресвятой Богородицы в Елизове Камчатской области и построенного Свято-Троицкого храма.
22 февраля 1993 года решением Священного Синода «епископом Петропавловским и Камчатским определено быть насельнику Троице-Сергиевой Лавры иеромонаху Диомиду (Дзюбану)».
28 августа того же года Патриархом Московским и всея Руси Алексием II в Успенском соборе Московского Кремля возведён в сан игумена.
28 декабря 1993 года постановлением Священного Синода решение о назначении игумена Диомида епископом Петропавловским и Камчатским было отменено.
Не брал денег за крещение, венчание и отпевание, но не ужился с протоиереем Ярославом Левко и затем епископом Нестором (Сапсаем). По воспоминаниям священника Михаила Неверова, проходившего у иеромонаха Диомида послушание перед поступлением в семинарию: «Первое, что вспоминается — это радикальная вражда о. Диомида со всем камчатским духовенством. Он всех настроил против себя и сам себя вел так, словно весь мир шёл войной против него. Помню его конфликт с Камчатским благочинным отцом Ярославом Левко. <…> Диомид обвинял о. Ярослава в сребролюбии, в незаконном сокращении служб и т. д. В СМИ появлялись статьи с описанием имущества о. Ярослава. Диомид его называл жидом и обновленцем. Говорил, что у о. Ярослава есть в наличии несколько квартир „на материке“, яхта, несколько машин, несметные денежные сбережения и т. д. Хотя реально, как потом выяснилось, и сотой доли из перечисленного у о. Ярослава не было. <…> Весь город обсуждал заявления Диомида. Православный народ оказался расколотым на два непримиримых лагеря. <…> Всё это обсуждалось в светских СМИ на радость безбожникам и сектантам <…> У о. Диомида вообще были странные отношения с архиереями. Так он <…> через СМИ обвинил Камчатского еп. Нестора <…> в сребролюбии и не стал ему подчиняться. Он его просто игнорировал. Например, когда владыка Нестор захотел послужить в Елизово на престольный праздник местного прихода (Успение Божией Матери), Диомид демонстративно начал службу на час раньше. Владыка, в полной растерянности приложился к центральной праздничной иконе и ни с чем уехал обратно. <…> Лет на шесть у нас в епархии утвердилось двоевластие. Закончилось всё хиротонией Диомида во епископы».
По воспоминаниями диакона Андрея Кураева: «Как-то я был на камчатском приходе, где он служил, ещё будучи иеромонахом. И, честно говоря, у меня остались от этого посещения довольно печальные впечатления — уж больно грустные глаза были у прихожан в этом храме, какое-то катастрофическое переживание своей веры».

### Епископ Анадырский и Чукотский
19 июля 2000 года решением Священного Синода избран епископом новоучреждённой Анадырской и Чукотской епархии.
21 июля того же года Патриархом Московским и всея Руси Алексием II в Казанском соборе на Красной площади в Москве возведён в сан архимандрита.
9 августа 2000 года Патриарх Алексий в соборе Смоленской иконы Божией Матери Новодевичьего монастыря совершил всенощное бдение и наречение архимандрита Диомида во епископа Анадырского и Чукотского.
10 августа 2000 года в Смоленском соборе Новодевичьего монастыря в Москве за Божественной литургией был совершена его архиерейская хиротония, которую совершили: патриарх Московский и всея Руси Алексий II, митрополит Крутицкий и Коломенский Ювеналий (Поярков), митрополит Солнечногорский Сергий (Фомин), митрополит Волоколамский и Юрьевский Питирим (Нечаев), архиепископ Можайский Григорий (Чирков), архиепископ Истринский Арсений (Епифанов), архиепископ Бронницкий Тихон (Емельянов), епископы Илиан (Востряков), епископы Орехово-Зуевский Алексий (Фролов), епископы Красногорский Савва (Волков), епископы Петропавловский и Камчатский Игнатий (Пологрудов), епископы Видновский Тихон (Недосекин).
Отношения епископа Диомида с властями были достаточно сложными. Если при губернаторе Александре Назарове православию на Чукотке оказывалась поддержка (губернатор даже просил Патриарха Алексия II помочь в становлении православия в регионе, и тот направил в автономный округ пятерых священников и 14 выпускников и учащихся Белгородской семинарии; собственно, после этого и был решён вопрос об открытии епископата на Чукотке), то при губернаторе Романе Абрамовиче, по словам Диомида, в регионе появилось очень много проповедников РПЦЗ из Америки (так как в округ стало попасть намного легче, а иностранцев там никто не преследует). Тем не менее, деньги на строительство нового кафедрального собора губернатор всё же выделил — по утверждению СМИ, из личных средств, и это отчасти примирило епископа с Абрамовичем.
В феврале 2004 года вместе с другими дальневосточными архиереями подписал обращение к президенту России В. В. Путину, где был выражен протест против возможной передачи Японии островов Малой Курильской гряды.
19 июня 2005 года епископ Диомид освятил в Анадыре Кафедральный собор во имя Живоначальной Троицы — деревянный храм высотой 26 метров.
СМИ утверждали, что, по приблизительным подсчётам, за два года пребывания у власти Абрамович выделил на строительство православных храмов в регионе столько же средств, сколько выделялось за предшествующие 10 лет. Это в немалой степени способствовало тому, что к началу 2007 года на Чукотке насчитывалось уже 17 приходов и планировалось строительство первого монастыря.
С февраля 2007 года епископ Диомид начал выступать с публичными осуждениями того, что он полагал отступлением от православия в учении и практике руководства Московской Патриархии (см. ниже).
27 июня 2008 года был с отсрочкой вступления в действие извергнут из сана Архиерейским Собором РПЦ; 28 июня того же года решением Священного Синода РПЦ был уволен от управления Анадырской епархией с запрещением в священнослужении; временное управление епархией было поручено архиепископу Хабаровскому и Приамурскому Марку (Тужикову). Решений не признал и выступил с заявлениями, осуждающими руководство Московской Патриархии (подробнее см. в разделах ниже).
6 октября 2008 года Священный Синод рассмотрел вопрос об исполнении Определения Освященного Архиерейского Собора от 27 июня 2008 года о деятельности бывшего епископа Анадырского и Чукотского Диомида; члены Синода постановили считать решение Архиерейского Собора об извержении из сана епископа Диомида вступившим в силу. Сам Диомид решений не признал и в том же месяце ушёл в раскол (см. ниже)

### «Обращение», другие заявления и реакция на них
22 февраля 2007 года в Интернете было опубликовано «Обращение ко всем архипастырям, пастырям, клирикам, монашествующим и всем верным чадам Святой Православной Церкви» за подписью епископа Диомида и нескольких священников и монахов, содержащее критику руководства Московского патриархата за «отступления от чистоты православного вероучения».
Первоначально текст был размещён на сайте «Русь православная», редактируемом Константином Душеновым, под общим заголовком «Пора пресечь беззаконие»; за ним последовало интервью епископа порталу под заголовком «Компромисс в вере — это грех».
Диакон Андрей Кураев через два дня после публикации «Обращения» дал на него ответ, в котором отметил: «К сожалению, Обращение епископа Диомида характеризует его как человека, который уже давно и безнадёжно потерял связь с реальностью, и вряд ли это связано с отдалённостью его кафедры. Вопрос здесь в том, что он разрешает себе видеть, а что нет. Страсть тотальной подозрительности взяла над ним верх, и он всё перетолковывает, лишь подчиняясь этой страсти».
Пристальное внимание прессы к письму было привлечено лишь 1 марта 2007 года, когда газета «Новые Известия» изложила содержание обращения архиерея. К тому времени СМИ уже утверждали, что во многих центральных регионах начался сбор подписей в поддержку епископа Диомида, и что речь идёт о церковном расколе невероятного масштаба.
7 марта 2007 года заместитель председателя отдела внешних церковных связей Московской патриархии протоиерей Всеволод Чаплин обвинил Константина Душенова и Михаила Назарова в создании скандала: «вся эта история была раскручена двумя этими людьми и их общественными группами поддержки для того, чтобы в идеале устроить переворот в Русской Церкви, захватить в ней власть через дестабилизацию положения, а если по минимуму — то просто устроить очередную кампанию в свою славу, ради своих личных интересов».
«Обращение…», в реальности оказавшееся, по версии Патриархии, предисловием к книге
, вызвало интенсивное обсуждение в церковной и общественно-политической среде.
Особая острота возникшей дискуссии была обусловлена временем предания огласке «Обращения» — за несколько месяцев до состоявшегося 17 мая 2007 года формального объединения Московской патриархии и Русской зарубежной церкви. Данное обстоятельство заставило высказаться руководство Московской патриархии в том смысле, что «Обращение…» могло быть целенаправленной диверсией, направленной на срыв объединения.
Так, митрополит Кирилл отметил 1 марта 2007 года, что данное письмо появилось именно в преддверии подписания Акта о каноническом общении с Русской зарубежной церковью и отражает те «протестные настроения, которые имеют место в крайне радикальной части Русской зарубежной церкви»; он заявил, что «всё это направлено на то, чтобы сорвать подписание соглашения, помешать Русской православной церкви восстановить своё единство». Митрополит высказал уверенность, что «главную роль здесь сыграла некая группа людей, которая ещё находится в тени; но они будут найдены и обвинены в провокации». Спустя несколько дней митрополит Кирилл высказал более мягкую оценку ситуации.
Клирик самой РПЦЗ протоиерей Виктор Потапов впоследствии отмечал, что в РПЦЗ «вопросы, связанные с Диомидом, не вызвали особых дискуссий. Дело в том, что мы в своё время, в 70-х годах, прошли через подобные истории, когда крайне правые старостильные греки давили на наших первоиерархов, и Зарубежная Церковь, по сути, была изолирована от мирового православия. Сейчас, к счастью, мы вышли из этой изоляции».
Обращение поддержал генерал Леонид Ивашов, который «категорически не согласен с мнением о том, что Обращение владыки Диомида — это „провокация, направленная против священноначалия Московской Патриархии“. Провокатор как раз тот, кто это утверждает!»
17 апреля в Интернете появилось «Пояснение к „Обращению“ епископа Диомида, клириков, монашествующих и мирян Анадырско-Чукотской епархии РПЦ МП», которое подчёркивает с особой силой «необходимость скорейшего созыва Поместного Собора», не созывавшегося в РПЦ с 1990 года.
6 июня было обнародовано решение Епархиального собрания и открытое письмо патриарху Алексию II, которые повторяли мысли «Обращения…», но в более категоричном тоне. «Решение» фактически требовало от Священного синода МП принесения покаяния в ереси: «1. Осуждаем экуменизм как ересь <…> Ради мира и церковного единства просим всех причастных к этой ереси принести покаяние и отречься от неё, да пребудем все едины в чистоте православного вероисповедания».
Сбор подписей под открытым письмом патриарху Алексию II в поддержку решения Анадырско-Чукотской епархии от 6 июня 2007 года организовала редакция санкт-петербургской газеты «Русь православная» на специальном сайте.
28 июня опубликовано «увещательное послание» епископу Диомиду, принятое Духовным собором Свято-Троицкой Сергиевой лавры от 20 июня 2007 года, в котором высказывалась мысль, что «своими обращениями преосвященный Диомид противопоставляет себя всей полноте Русской православной церкви и попирает принцип соборности».
13 августа митрополит Кирилл, отвечая на вопрос о его «отношении к письму академиков, обеспокоенных клерикализацией общества», провёл параллель между письмом епископа Диомида и обращением академиков, сказав, что за обоими «скрывается желание изолировать Церковь»; он также заметил, что не уверен в авторстве владыки Диомида и будет на этом настаивать, пока сам с ним не поговорит.
В конце октября 2007 года митрополит Кирилл заявил: «Дискуссия по тем вопросам, которые ставятся в „обращении“, является нормальным элементом жизни церкви. Уже появилось, кстати, немало богословских отзывов на это „обращение“, что позволяет взглянуть на поднятые проблемы с разных углов зрения. Считаю такое обсуждение естественным и нормальным».
9 октября было опубликовано интервью епископа Диомида, в котором он подверг критике молитву, совершённую патриархом Алексием II в ходе визита во Францию в соборе Парижской Богоматери, заявив, что «эта совместная молитва с католиками в Париже не делает чести Святейшему» и является «отступлением от нашего православного вероучения». 19 ноября в «Обращении к Святейшему Патриарху Московскому и всея Руси Алексию II и ко всем верным чадам Русской Православной Церкви» детализировал свои обвинения в связи с парижским инцидентом.
В ноябре 2007 года в связи с сообщениями о пензенских затворниках диакон Андрей Кураев отметил: «такого рода „чукотцев“ немалое количество во всех регионах нашей страны. <…> Более десяти лет развивается в нашей Церкви этот тщательно насаждаемый сценарий „оранжевой революции“. „Оранжевая революция“ — это хорошо подготовленная имитация спонтанного народного бунта. И год за годом листовка за листовкой, газета за газетой бьют в одну точку: патриархия ничего не понимает ни в православной вере, ни в знамениях современности, пришло время апостасии (отступления от православной веры), пришло время тьмы и антихриста. Эти издания нередко массово и бесплатно рассылаются по приходам. И лишь однажды источник финансирования был более-менее понятен — когда алармистская газета „Русь православная“ выходила в качестве приложения к коммунистической „Советской России“. Сегодня же, кроме этой газеты, аналогичные страхи сеют „Русский вестник“, „Дух христианина“, „Первый и Последний“ (ранее — „Сербский Крест“) „Исцеление верой“ (Краснодарский край), „Благовестник“ (Самара), „Пасха Третьего Рима“ (Нижний Новгород), плюс с недобрый десяток интернет-ресурсов».
В январе 2008 года пользующийся авторитетом в ультраконсервативных кругах иеросхимонах Рафаил (Берестов), проживающий в скиту Новоафонского монастыря в Абхазии, распространил обращение, в котором поддерживал епископа Диомида и утверждал, что Алексий II «слушается постановлений врагов Церкви и идёт у них на поводу».
23 января «Новые известия» сообщили, что в Нижнем Новгороде собирают подписи под обращением патриарху Алексию II, митрополиту Кириллу и архиепископу Нижегородскому и Арзамасскому Георгию (Данилову) в поддержку епископа Диомида: нижегородцы требуют также немедленного созыва Поместного собора и осуждают участие Алексия II в совместной молитве с католиками в соборе Парижской Богоматери.
На заседании Священного синода РПЦ 15 апреля в отношении двух периодических изданий, которые «выходят по благословению епископа Анадырского и Чукотского Диомида (Дзюбана)», утверждалось: «деятельность изданий „Дух христианина“ и „Пасха Третьего Рима“ является вредной для Церкви, вносит в среду православных христиан дух неправды, распрю и разделение (см. журнал № 32). Синод постановил считать невозможным распространение указанных изданий или отдельных их материалов в храмах и монастырях Русской православной церкви, в связанных с нею книготорговых учреждениях и различных сетях распространения информации, а также на православных выставках и ярмарках».
10 июня вместе с клириками своей епархии опубликовал «Открытое письмо клириков и монашествующих Анадырской и Чукотской епархии Патриарху Алексию II», которое, предвосхищая «карательные меры», которые могут последовать против него на намеченном на конец июня того же года Архиерейском соборе, гласило: «Считаем необходимым сообщить, что ни клир, ни миряне не примут нового епископа и будут отстаивать служение на Чукотской кафедре епископа Диомида. Народ понимает, что отстранение от епископского служения нашего владыки не оздоровит Церковь, зараженную ересями, католическим прозелитизмом и другими опасными болезнями, и не решит её проблем. Нужно не замалчивать накопившиеся проблемы, а решать их в духе святоотеческого учения». Иеромонах Агафангел (Белых) по поводу этого обращения уточнял: «подписи нескольких клириков были поставлены в их отсутствие на этом собрании. А подпись священника Леонида Цапока появилась под обращением следующим образом — он подписался только лишь под протоколом собрания (в котором было зафиксировано его несогласие буквально по всем пунктам). В итоге его имя непонятным образом оказалось и под „Обращением“. По свидетельствам части клириков епархии (иеромонах Николай из п. Эгвекинот, иеромонах Андрей из п. Билибино, иерей Евгений из Певека), их подписи попали под знаменитое обращение также обманным путём».
17 июня на сайте «Русская идея», принадлежащем Михаилу Назарову, появилось «Открытое письмо пяти клириков Чукотской епархии участникам Архиерейского собора РПЦ МП о прекращении поминания имени патриарха Алексия II на Божественной литургии», прямо обвиняющее Патриарха в ереси: «Боясь раскола с Богом и не желая подпасть под анафему за ересь экуменизма, мы прерываем молитвенно-литургическое общение с Вами, Ваше Святейшество, и со всеми теми, кто находится в литургическом общении с Вами».
19 июня заявил, что не собирается приезжать на Архиерейский собор из-за болезни. В интервью газете «Дух христианина», издаваемой по его благословению, заявил, в частности, следующее: «Митрополит Кирилл, епископ Иларион и прочие их сторонники питаются от Ватикана, кормятся от него. Свои средства они прокручивают в западных банках, у них бизнес на западе. Это и подвигает их идти в ногу с католиками, содействовать им, а за это получают от Ватикана дивиденды». Комментируя заявление клириков, прекративших поминовение Патриарха, он сказал: «этого делать нельзя, надо сохранять единство».
Специальная богословско-каноническая комиссия Русской православной церкви во главе с митрополитом Филаретом (Вахромеевым) изучила документы за подписью Диомида и пришла к выводу, что они порочат авторитет Церкви и «фактически провоцируют раскол». В связи с этим 27 июня Филарет подписал заключение комиссии, что «епископ Анадырский и Чукотский Диомид подлежит церковному суду».

### Отстранение от управления епархией и реакция на это
На Архиерейском соборе, открывшемся среди двух противостоящих пикетов у входа в Зал церковных соборов, патриарх Алексий II 24 июня 2008 года, в частности, сказал:

Хранение единства предполагает соблюдение Церкви от разделений и расколов. Минувшие годы вновь показали, сколь легко соблазн раздора и смуты проникает в церковную среду и сколь быстро ему могут поддаться члены Церкви — от рядовых мирян до отдельных епископов, заявляющих, что только они хранят истину и подлинное благочестие и противопоставляющих себя церковной Полноте. Показательно, что эти претензии, как правило, сочетаются у таких лжеревнителей не только с огульным осуждением Священноначалия и несогласных с ними клириков и мирян, но часто также с элементарной безграмотностью и с откровенной ложью. <…> Одной из острых проблем, стоящих сегодня перед Православием, являются тенденции маргинализации, проявляющиеся в разных формах, но базирующиеся на общем основании — эсхатологических страхах и стремлении к сектантскому изоляционизму, поборники которого хотели бы навязать его всей Русской Церкви. Фактически мы столкнулись с проблемой почти открытого противостояния некоторых представителей клира и мирян Священноначалию. Печально сознавать, что эти настроения были поддержаны отдельными представителями епископата. <…> Каждый архипастырь должен чётко знать свои полномочия и действовать исключительно в границах своей юрисдикции. Нарушением принципа канонической ответственности архиерея является не только открытие храмов или рукоположение клириков вне пределов своей епархии, но и благословение им печатных изданий или деятельности общественных организаций на чужой территории, а также вопреки волеизъявлению высшей церковной власти. <…> Полагаю, что настоящий Собор призван дать таким действиям ясную и твёрдую оценку.
27 июня Архиерейский собор принял определение «О деятельности Преосвященного Диомида, епископа Анадырского и Чукотского», гласившее: «<…> 2. За совершение канонических преступлений <…> епископ Диомид извергается из священного сана. 3. <…> Собор призывает епископа Диомида к немедленному прекращению деятельности, соблазняющей чад Церкви и провоцирующей раскол, и к принесению покаяния за содеянное перед всей Церковной Полнотой в лице Священного Синода на его ближайшем заседании. <…> 5. Решение Освященного Архиерейского Собора об извержении из сана епископа Диомида вступает в силу в случае его отказа выполнить указания, содержащиеся в пункте 3 настоящего определения. <…>».
На состоявшемся 28 июня заседании (Архиерейский собор официально продолжал работу до 29 июня) Священный синод постановил уволить епископа Диомида от управления Анадырской епархией с запрещением в священнослужении; временное управление епархией было поручено архиепископу Хабаровскому и Приамурскому Марку (Тужикову). На синодальном определении нет подписей митрополитов: Токийского и всея Японии Даниила, Восточно-Американского и Нью-Йоркского Илариона (предстоятеля РПЦЗ), Таллинского и всея Эстонии Корнилия, которые 23 июня были включены «в состав Священного Синода, являющегося по Уставу Президиумом Архиерейского Собора, на время работы Собора»; однако их подписи значатся под определением Собора, принятом накануне. По некоторым сведениям, митрополит Иларион воздержался при голосовании об извержении из сана епископа Диомида; несколько архиереев голосовали против.
В ответ на решение Собора епископ Диомид и некоторые другие[кто?] указали на нарушение Собором 74-го Правила святых апостолов и иных положений церковного права, запрещающих судить епископа в его отсутствие.
28 июня было опубликовано «Открытое обращение к Архиерейскому Собору РПЦ МП 19 987 клириков, монашествующих и мирян РПЦ МП в поддержку епископа Диомида», призывавшее, в частности, к «скорейшему созыву Поместного Собора».
29 июня Диомид объявил, что «не намерен ни в чём каяться, так как не считает себя виноватым»; продолжал де-факто управлять епархией. В тот же день сказал в интервью Независимой газете: «Конечно, у нас не любят выслушивать другие мнения. Потому я и протестую против церковного тоталитаризма. Я выступил в защиту православной веры, против размывания её другими верами. И считаю, что решение Собора незаконное. Я должен был лично присутствовать на этом заседании. <…> Я не собираюсь покидать Чукотку. Буду исполнять те обязанности, которые мне будут предписаны, хоть монаха. Не собираюсь ни в чём каяться. Это мои убеждения, и я призываю к чистоте и прочности нашей веры. Меня многие поддерживают, поддерживают и прихожане. В ближайшее время приедет новый епископ Чукотки».
30 июня направил жалобу на решение Архиерейского собора в Церковный суд; в тот же день официальный представитель патриархии Владимир Вигилянский заявил, что Церковный суд не примет жалобы епископа Диомида, так как «Архиерейский Собор поручил Священному Синоду суд над епископом Диомидом. То есть в данном случае Священный Синод является высшей инстанцией церковного суда». В тот же день направил письмо также патриарху Алексию II с просьбой «рассмотреть вопрос об отмене или приостановлении действия этого решения Архиерейского Собора, как совершенного в нарушение апостольских канонов и правил, а также под давлением лжи и клеветы, распространенной митр. Кириллом (Гундяевым)».
1 июля 2008 года «для информирования православных христиан о происходящих событиях вокруг епископа Диомида» появился сайт diomid.info, где сторонники епископа Диомида публиковали информацию о нём.
Епископ Егорьевский Марк (Головков) в интервью сайту Благовест-инфо, опубликованном 3 июля, отметил: «Люди, которые говорят о верности епископу Диомиду, очень часто заблудшие и непонимающие. Как-то к нам, к Отделу [к зданию Отдела внешних церковных связей в Даниловом монастыре] пришла группа людей, человек 7-8, которые сказали, что хотят представить священноначалию письмо в поддержку епископа Диомида. <…> я принял их в кабинете, угостил чаем, поговорил. Они как-то растаяли, сказали: „С нами же никто не разговаривает, а вот вы говорите…“ И среди этих людей только один человек оказался … неадекватным, он, как зомбированный, говорил одно и то же, какой-то набор штампов, казался невменяемым. Остальные люди оказались вполне хорошими, мы стали говорить о каких-то практических вещах, я им объяснил позицию священноначалия, все согласились, стали обсуждать проекты работы церковных общин. Я в добром настроении расстался с ними, состоялся хороший разговор. Думаю, что многие из тех, кто стояли с плакатами [в пикете в поддержку епископа Диомида у храма Христа Спасителя в дни работы Архиерейского Собора], просто требуют к себе внимания, им нужно все объяснить, рассказать».
4 июля Диомид в интервью заявил о ситуации в епархии и своих намерениях: «Уже приходили представители спецслужб и всех предупреждали, что если начнется какая-то заваруха, то владыка может пойти по статье 282 УК РФ — за разжигание межрелигиозной вражды. <…> Я останусь в юрисдикции Русской Православной Церкви Московского патриархата, но не подчиняясь еретическому священноначалию». В тот же день было сообщено о прибытии в Анадырь архиепископа Марка (Тужикова). Как сообщал иеромонах Агафангел (Белых), епископ Диомид уклонился от встречи с прибывшим временно управляющим епархией, несмотря на то, что последний обещал, «что при встрече ему будут оказаны все почести, соответствующие архиерейскому сану, и максимально благожелательный приём».
8 июля было сообщено, что архиепископу Марку не удалось 7 июля войти в епархиальное управление, которое размещается на частной квартире в Анадыре; сам епископ Диомид отбыл в тот же день утром из Анадыря на Мыс Шмидта, что интерпретировалось как его отказ прибыть на летнюю сессию Священного синода. В ходе переговоров с прежними сотрудниками епархиального управления были даны письменные обязательства по передаче документов, ключей от храмов города Анадыря и печатей епархии и приходов. Эти договорённости были неоднократно нарушены и, в конечном итоге, не выполнены, за исключением передачи печатей и части ключей. В результате этого временно управляющим Анадырской епархией архиепископом Хабаровским и Приамурским Марком было подано заявление в прокуратуру по факту хищения уставной, административной и финансово-хозяйственной документации Анадырской епархии.
10 июля 2008 года епископ Иларион (Алфеев) сказал: «Просто мы имеем дело с каким-то проектом, который кем-то раскручивается. И владыка Диомид используется как личность, с которой этот проект мог бы ассоциироваться. Собственно, цель проекта — создать очередную альтернативу Русской православной церкви с каким-нибудь похожим названием».
15 июля в рамках следственных действий сотрудники правоохранительных органов в присутствии понятых произвели выемку документов со склада храма Преображения Господня города Анадыря и из частной квартиры, где они находились в нарушение законодательных требований к хранению подобной документации.
15 июля было официально сообщено, что планировавшееся на 17 июля того же года (обычная дата, приуроченная к Сергиеву дню) очередное заседание Священного синода состоится 2 сентября 2008 года.
По словам религиоведа Романа Силантьева, «секта имела какие-то перспективы разрастись, диомидовцев пытались использовать как катализатор создания мощной оппозиции внутри церкви. Но всё рухнуло после того, как Диомид по совершенно ничтожной причине не приехал на Архиерейский собор, и в оправдание предоставил липовую справку о болезни».

### Предание анафеме иерархов РПЦ и иные заявления
17 июля 2008 года выступил с Обращением, в котором предал анафеме Патриарха Алексия II, а также митрополита Кирилла (Гундяева), его предшественника на посту председателя ОВЦС митрополита Филарета (Вахромеева) «и всех их предшественников, участвовавших в антимонархическом февральском бунте 1917 года и всех вместе с ними помышляющим, яко Православнии Государи возводятся на престолы не по особливому о Них Божию благоволению, и при помазании дарования Святаго Духа к прохождению великого сего звания в Них не изливаются, и тако дерзающим противу Их на бунт и измену, и всем отменяющим сей Православный анафематизм» (имеется в виду анафематизм Недели Православия, не провозглашаемый в Русской Церкви с 1918 года). Обращение также извещало, что на время разрешения догматических и канонических вопросов Диомид намерен перевести на самоуправление Чукотскую епархию Русской православной церкви, «то есть с ведением дел вне подчинения еретическому священноначалию».
В отношении решения прошедшего Архиерейского Собора Обращение гласило: 

«Все решения прошедшего Архиерейского Собора, в том числе о лишении меня священного сана, признаю не имеющими канонической силы ввиду открытого исповедания участниками этого Архиерейского Собора основных положений ересей цареборчества, экуменизма и глобализма, а также в виду грубых нарушений 74-го Правила святых Апостолов и 28-го Правила Карфагенского Собора, регламентирующих процедуру проведения церковного суда».
На следующий день, 18 июля, подлинность Обращения была подтверждена окружением епископа Диомида, а также им самим. В тот же день было обнародовано мнение руководителя московского отделения Союза русского народа Михаила Назарова: «Я думаю, что владыку Диомида поддержит четверть верующих РПЦ, ведь он остался единственно верным церковным канонам архиерей. Это приведёт к размежеванию внутри церкви». Религиозный обозреватель Независимой газеты Павел Круг полагал: «Похоже, проблема Диомида станет долгим и трудным бременем не только для РПЦ, но и для государства, потому что весь пафос его борьбы за чистоту православия — это непримиримая критика нынешней государственной власти, которую всемерно поддерживает Церковь. А из церковной среды порой выходят не только сервильно настроенные иерархи, но и беспощадные критики».
Газета «Аргументы недели» от 17 июля 2008 года предполагала: «Говорят, что епископа Диомида негласно поддерживает наместник Сретенского монастыря архимандрит Тихон. Он считался до недавнего времени духовником В. Путина. Кроме того, ему симпатизируют определенные силовые круги. И вот почему. По слухам, „бунт“ епископа Диомида направлен против той либеральной части руководства РПЦ, которая близка по духу президенту Д. Медведеву. Прежде всего это митрополит Кирилл. Но, похоже, Диомид слишком увлекся и задел фундаментальные интересы всего церковного руководства. В том числе и Патриарха Алексия II. В результате „бунт“ был жестоко подавлен и цели его „планировщиков“ не достигнуты. Позиции митрополита Кирилла укрепились не только внутри РПЦ, но и в окружении Д. Медведева».
24 июля 2008 года было официально сообщено, что временно управляющий Чукотской епархией архиепископ Марк (Тужиков) запретил в служении 4-х «священников-диомидовцев». 26 июня 2008 года на улице Менжинского в Москве примерно двадцать человек во главе с Олегом Филатчевым, назвавшиеся «православным братством во имя священномученика Владимира, митрополита Киевского и Галицкого» совершили «молитвенное стояние» в поддержку епископа Диомида. 29 июля 2008 года было сообщено об отказе в возбуждении уголовного дела по факту хищения уставных документов прокуратурой г. Анадыря по заявлению архиепископа Хабаровского Марка (Тужикова), исполняющего обязанности управляющего Анадырской и Чукотской епархии.
По словам архиепископа Прокла (Хазова): «Это надо же додуматься анафематствовать самого Патриарха, который избирается пожизненно и несёт ответственность только перед Собором! Не говоря уж о том, что такую серьезную меру, как отлучение от Церкви, по церковным канонам, может налагать лишь Собор или, по крайней мере, Синод или Патриарх, но никак не рядовой епископ. Потому что анафема есть свидетельство того, что тот или иной человек не принадлежит к Церкви. Как может один человек говорить от имени всей Церкви?! Действительно, когда Господь хочет наказать человека, он лишает его разума. И „анафема“ 17 июля показывает это».
В конце июля 2008 года выступил с новыми заявлениями, подтверждающими прежнюю позицию. 5 августа 2008 года было распространено его заявление, что он не поминает Патриарха Алексия II, но: «если нет храма, где Святейшего не поминают, ходите в эти храмы, но еретических учений надо отрицаться. Владыка Диомид ничего нового в наше православное вероучение не внес, и с католиками я совместной молитвы не совершаю. Я не считаю себя раскольником, а считаю себя православным человеком, скорбящим о том, что наше духовенство стало подкупным, продажным, верность Христу потеряло». 7 августа стало известно, что Диомид вернулся в Анадырь из отдалённого полярного поселка Мыс Шмидта. По словам представителя Анадырской епархии, церковная жизнь в столице округа нормализуется. В храмах регулярно совершались богослужения, в жизни церковных общин активное участие стали принимать новые прихожане в то время как «попытка создать неблагоприятную атмосферу вокруг прибывшего на Чукотку архиепископа Хабаровского и Приамурского Марка не увенчалась успехом».
11 августа были распространены его высказывания по поводу намеченного на 2 сентября 2008 года заседанию Священного Синода: «А я уже анафему произнес. Я свою позицию высказал 17-го числа. До этого числа я патриарха поминал на богослужениях. А сейчас я просто „место“ поминаю, а его — нет». Он также разъяснил, что полагает Московскую патриархию «вдовствующей».
13 августа 2008 года президент Фонда защиты гласности А. К. Симонов, супруга которого — Галина Николаевна Симонова — редактор газеты «Дух христианина», издаваемой по благословению епископа Диомида, высказал мысль, что чем больше в РПЦ будет людей, подобных епископу Диомиду, тем будет лучше для неё: «Хотел бы обратить внимание на одну очень важную подробность: епископ Диомид — сравнительно молодой человек, то есть на самом деле это та новая генерация священников, которая у нас подрастает, и, может быть, дай бы Бог, чтобы у всех была столь же болезненная и обостренная совесть, как у этого молодого человека». В заявлении на следующий день А. К. Симонов выразил несогласие с антиэкуменической позицией диомидовцев: «Владыка в этом вопросе неправ, потому что он обличает не экуменизм, а всеядность, а это совсем разные вещи».

### Лишение сана и уход в раскол
В конце августа 2008 года стало известно, что заседание Священного синода, назначенное на 2 сентября (после переноса с июля), на котором должно было быть рассмотрено дело епископа Диомида, перенесено на неопределённую дату. «Новые известия» в качестве возможной причины отмены сессии Синода указывали на самочувствие патриарха Алексия II.
6 октября 2008 года в Синодальной палате официальной Патриаршей резиденции в Даниловом монастыре состоялось заседание Священного синода под председательством патриарха Алексия II, на которое был вызван епископ Диомид и на которое он не прибыл, был рассмотрен вопрос об исполнении определения Освященного Архиерейского собора от 27 июня 2008 года о его деятельности. Члены Синода констатировали «игнорирование епископом Диомидом приглашений на заседания Священного Синода, направленных ему телеграммами 11 сентября, 23 сентября, 1 октября 2008 года, отсутствие с его стороны покаяния и продолжение деятельности, осуждённой Определением Освященного Архиерейского Собора 24-29 июня 2008 года» и постановили считать решение Архиерейского собора об извержении из сана епископа Диомида вступившим в силу.
Сам епископ Диомид на заседание не прибыл; прислал на имя управляющего делами МП митрополита Климента телеграмму, содержавшую первый стих первого псалма и следующий текст: «Скорблю, что РПЦ МП врата ада одолели, и она сделалась служанкой Антихриста. Епископ Диомид Анадырский и Чукотский РПЦ».
Заместитель председателя ОВЦС протоиерей Всеволод Чаплин в связи с обращением Диомида сказал: «Когда Господь оставляет и наказывает человека, он лишает его разума. Именно это и происходит в данном случае. <…> Открыта была (и до сих пор открыта) дверь к покаянию. Но, к сожалению, владыка всё дальше уходит в какие-то отдалённые места: сегодня это мыс Шмидта, завтра, не дай Бог, будет какая-то пещера». В июне 2008 года епископ Диомид признался, что у него самого есть паспорт нового образца:  «Я же в погранзоне живу! Здесь без паспорта ни шагу не сделаешь - тебя арестуют и в каталажку посадят».
25 октября 2008 года бывший епископ Диомид единолично (что недопустимо по канонам) рукоположил во «епископа Богородского» своего родного брата Феофила (Дзюбана) и объявил, что возрождает Святейший правительствующий синод, предаёт анафеме «ереси имяборчества» (то есть становится на жёсткие позиции имяславия), цареборчества и экуменизма и призывает своих сторонников не ходить в храмы РПЦ, как не имеющие действительных таинств, организовывать собственные общины. Примерно тогда же Диомид также единолично рукоположил во «епископа Тверского» Корнилия (Радченко). 26 октября Феофил был назначен «Председателем Святейшего Правительствующего Синода».
10 ноября в интернете был распространен его указ, в котором объявляется о воссоздании Святейшего Правительствующего Синода, каким он был до революции — то есть без Патриарха. Правда, в составе этого учреждения оказались только сам Диомид и его родной брат. 22 ноября на заседании Синода Украинской православной церкви произошло покаяния украинского сподвижника бывшего чукотского иерарха епископа Ипполита (Хилько). По сообщению информационного агентства Интерфакс: «епископ Ипполит истово каялся, бил земные поклоны, обещал предать анафеме всю свою прошлую деятельность по поддержке диомидовских раскольников и отменить свои благословения последователям царебожия, противникам штрих-кодов, паспортов, активной миссии, а также клеветникам священноначалия Русской православной церкви». 27 ноября 2008 года редакционная статья в «Независимой газете» констатировала происходящий «закат диомидовщины».
28 ноября временный управляющий Анадырской епархией архиепископ Хабаровский и Приамурский Марк (Тужиков) заявил, что Диомид может быть отлучён от Церкви: «За то время, что я управляю Анадырской и Чукотской епархией, ни Диомид, ни его сторонники ни разу не появлялись в храме, ни разу не исповедовались, ни разу не причащались. А по правилам, если человек пропустил две службы, он отлучается от церковного общения, поскольку он этим свидетельствует, что Церковь ему не нужна».
В интервью, данном в декабре 2008 года после смерти патриарха Алексия II, Диомид объяснил обморок митрополита Кирилла на отпевании патриарха тем, что «Господь услышал слёзные молитвы моих прихожан и всех, истинно верующих в разных странах, поддерживающих нас, так как всё, что творилось на Чукотке, делалось по прямой указке Гундяева», и добавил: «Я верю, если мои прихожане искренне помолятся, то Господь и Кирилла призовёт к ответу за все его деяния. Хороший еретик — это либо искренне покаявшийся, либо мёртвый».

### Дальнейшая жизнь
В 2009 году поселился на Чукотке в посёлке Мыс Шмидта, где возглавлял небольшой приход. Согласно интервью религиоведа Романа Силантьева 2009 года, «у него сломана нога, и лечить её он особо не хочет, потому что боится, что его до смерти залечат масоны».
17 сентября 2009 года запретил в священнослужении Корнилия (Радченко) и исключил его из состава РПЦ-СПС за самочинную канонизацию императора Николая II в чине «искупителя».
Как отмечалось в издании «Религиозно-общественная жизнь российских регионов» Кестонского института: «в июне 2013 г. до нас дошли слухи, что еп. Диомид находится в Елизово на Камчатке и ведет со своими последователями замкнутую, полуконспиративную жизнь, поддерживает контакты с русскими националистами. Достоверность этих слухов проверить мы не сумели».
В марте 2016 года упоминалось, что он живёт на Камчатке. В октябре того же года «Независимая газета» опубликовала его первое за несколько лет интервью, а также сообщала: «бывший епископ отвечал из неизвестного далека, не открыв своего местопребывания. Выяснилось, что Диомид, которого РПЦ считает простым монахом, продолжает следить за РПЦ, одновременно оставаясь твёрдым в своём неприятии Московского патриархата».
5 февраля 2018 года в Воронеже сослужил вместе с деятелем неканонического православия архиепископом «Севастопольским и Крымским» Мартином (Лапковским), который также не находился в какой-либо юрисдикции, установив таким образом с ним евхаристическое общение. Оба религиозных деятеля сблизились «на почве почитания имяславия».
Погиб 20 ноября 2021 года в автомобильной катастрофе, которая произошла на 507-м километре  трассе «Вологда — Новая Ладога» у села Колчанова в Ленинградской области. Всего в ДТП погибли три человека.

## Награды
- Медаль ордена «За заслуги перед Отечеством» II степени (28 декабря 2000 года) — за большой вклад в укрепление гражданского мира и возрождение духовно-нравственных традиций[122].